# ریچارد کولمن
ریچارد کولمن (انگلیسی: Richard Coleman; ۲۰ ژانویهٔ ۱۹۳۰ – ۱۶ دسامبر ۲۰۰۸) هنرپیشه اهل بریتانیا بود.
وی بازیگر فیلم‌هایی همچون بن هور، حادثه یانگ‌تسه و قایم‌موشک بوده‌است.